# Cratere Pagasus
Pagasus è un cratere sulla superficie di Dione. Trae nome dal mitologico guerriero Pagaso.